# Néstor Albiach Roger
Néstor Albiach Roger (Xirivella, 18 d'agost de 1992) és un futbolista valencià que actualment juga pel FK Dukla Praga.
Albiach va començar la seua carrera esportiva als equips juvenils del València, primer i del Llevant després, començant la seua trajectòria professional amb l'Sporting Requena, des d'on passaria al CD Olímpic de Xàtiva.
Néstor va fitxar pel Dukla Praga a mitjan temporada 2012–13 de la Gambrinus liga, on va coincidir amb el seu paisà el defensa José Antonio Romera. Va signar un contracte de dos anys amb el club de Praga en gener de 2013. Va debutar el 22 de febrer de 2013 en un partit contra el Teplice que va acabar 1-1. Néstor va marcar el seu primer gol en una victòria per 5–1 contra el FK Jablonec en abril de 2013, obrint el marcant en el primer mig i afegint un altre en la segona meitat en una 5–1 victòria. Néstor va ser elegit millor jugador del mes de la lliga en maig de 2015, després d'haver marcat a les victòries contra el Brno (3–2) i Mladá Boleslav (2–1) durant el mes. En acabar la temporada, i tot i només haver jugat quatre mesos, va ser elegit millor jugador estranger de la Gambrinus liga.
Albiach va lesionar-se en hivern de la temporada 2013–14, no jugant fins a agost de 2014, eixint com a substitut en una derrota per 2–1 a Plzeň.